# NGC 5468
NGC 5468 est une galaxie spirale intermédiaire située dans la constellation de la Vierge. Sa vitesse par rapport au fond diffus cosmologique est de 3 112 ± 19 km/s, ce qui correspond à une distance de Hubble de 45,9 ± 3,2 Mpc (∼150 millions d'al). NGC 5468 a été découverte par l'astronome germano-britannique William Herschel en 1785.

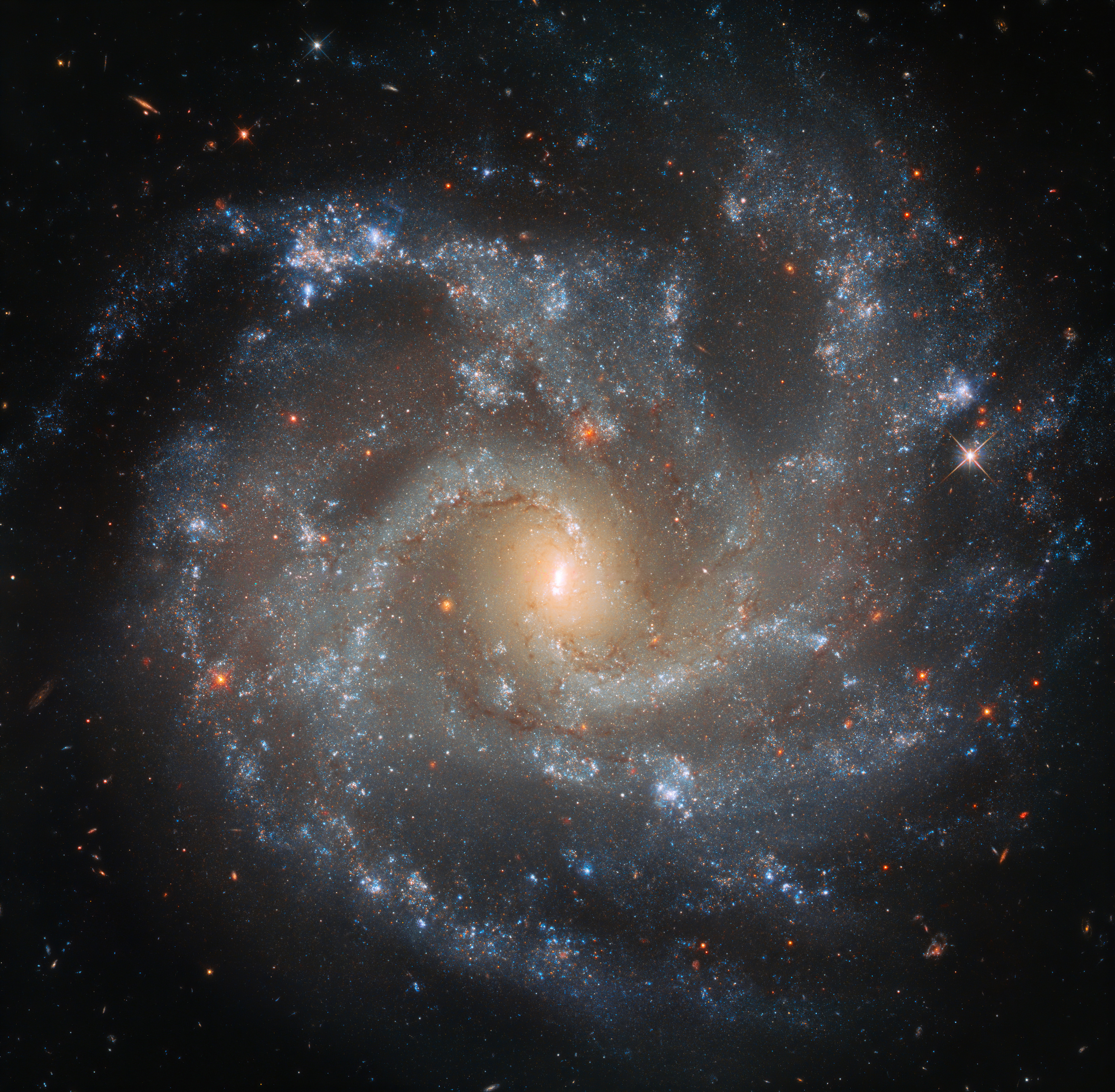
NGC 5468 capté par le télescope spatial Hubble.

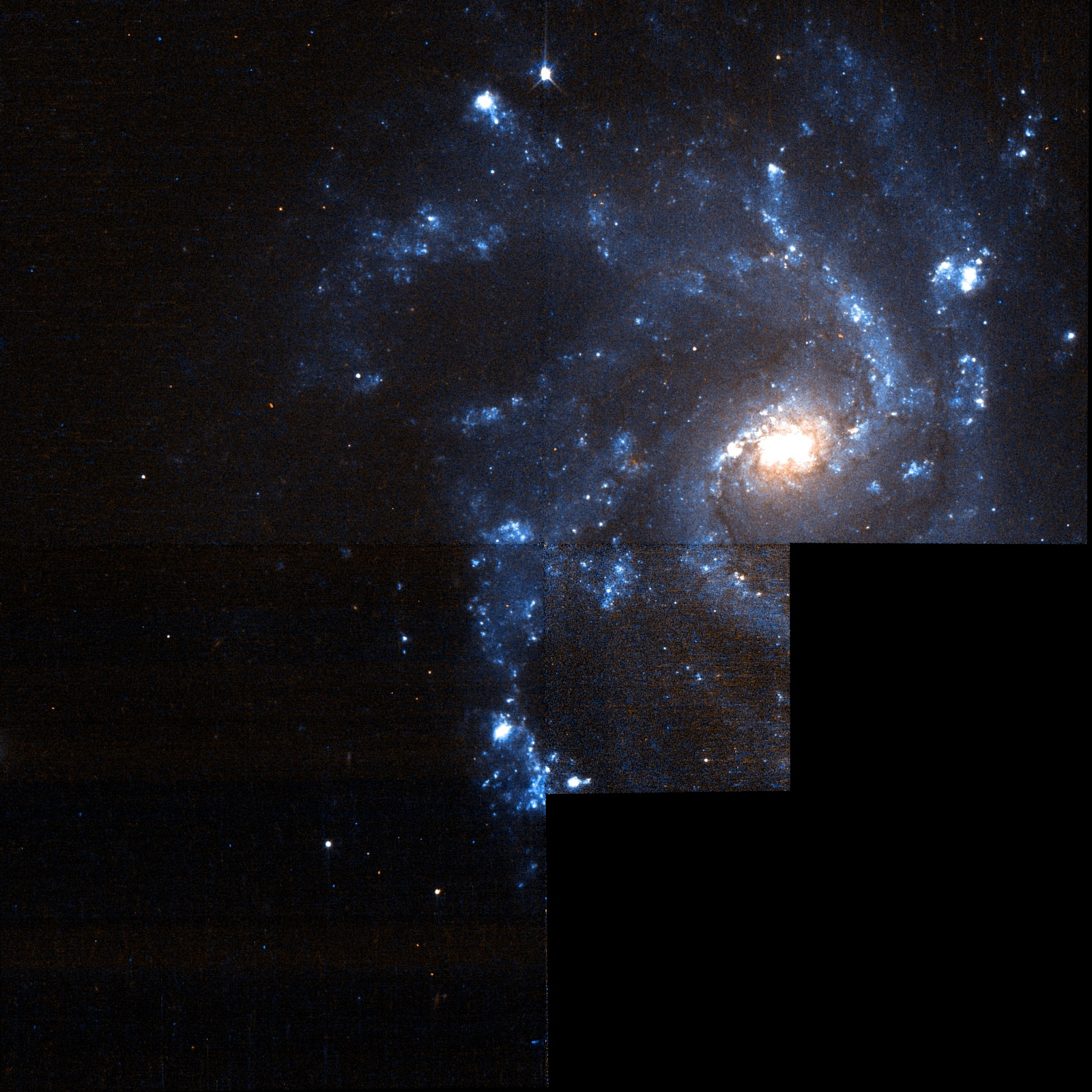
Autre image de NGC 5468 par le télescope spatial Hubble.

La classe de luminosité de NGC 5468 est III-IV et elle présente une large raie HI.
À ce jour, 31 mesures non basées sur le décalage vers le rouge (redshift) donnent une distance de 42,561 ± 6,861 Mpc (∼139 millions d'al), ce qui est à l'intérieur des valeurs de la distance de Hubble.

## Supernova
Quatre supernovas ont été découvertes dans NGC 5468 : SN 1999cp, SN 2002cr, SN 2002ed et SN 2005P.

### SN 1999cp
Cette supernova a été découverte le 18 juin 1999 par J. Y. King et W. D. Li de l'université de Californie à Berkeley dans le cadre du programme LOSS (Lick Observatory Supernova Search) de l'Observatoire de Lick. Cette supernova était de type Ia.

### SN 2002cr
Cette supernova a été découverte le 1er mai 2002 par l'astronome japonaise Reiki Kushida. Cette supernova était de type Ia.

### SN 2002ed
Cette supernova a été découverte le 24 juillet 2002 par l'astronome amateur sud africain Berto Monard. Cette supernova était de type II.

### SN 2005P
Cette supernova a été découverte le 21 janvier 2005 par J. Burket et W. Li dans le cadre du programme LOSS (Lick Observatory Supernova Search) de l'observatoire Lick. Cette supernova était de type Ia-pec.

## Groupe de NGC 5427
Selon A. M. Garcia, NGC 5468 fait partie du groupe de NGC 5427. Ce groupe de galaxies compte au moins quatre autres membres, soit NGC 5426, NGC 5427, NGC 5472 et NGC 5493.
Les galaxies NGC 5468 et NGC 5472 sont voisines sur la sphère céleste et presque à la même distance de la Voie lactée. Elles forment probablement une paire réelle de galaxies.